# Sinostrangalis ikedai
Sinostrangalis ikedai är en skalbaggsart som först beskrevs av Mitono och Koichi Tamanuki 1939.  Sinostrangalis ikedai ingår i släktet Sinostrangalis och familjen långhorningar.
Artens utbredningsområde är Taiwan. Inga underarter finns listade i Catalogue of Life.